# الجامع الكبير (الرباط)
الجامع الكبير والمعروف أيضًا باسم جامع الخرازين والمسجد الأعظم والمسجد الكبير، هو أكبر مسجد جامع في المدينة العتيقة بالرباط (أي في الحي الواقع شمال الأسوار الأندلسية، على طول شارع الحسن الثاني حاليًا) في المغرب. يقع المسجد عندَ تقاطُع شارع سوق الصباط وشارع باب شالة.
بُنيَ المسجد في الأصل أثناء حُكم المرينيين في أواخر القرن الثالث عشر أو أوائل القرن الرابع عشر الميلادي، وأُعيد بنائه وترميمه عدة مرات مُنذ ذلك الحين. أُحدثت عملية ترميم واسعةَ النطاق في عام 1882، وبُنيت المئذنة الحالية في عام 1939.

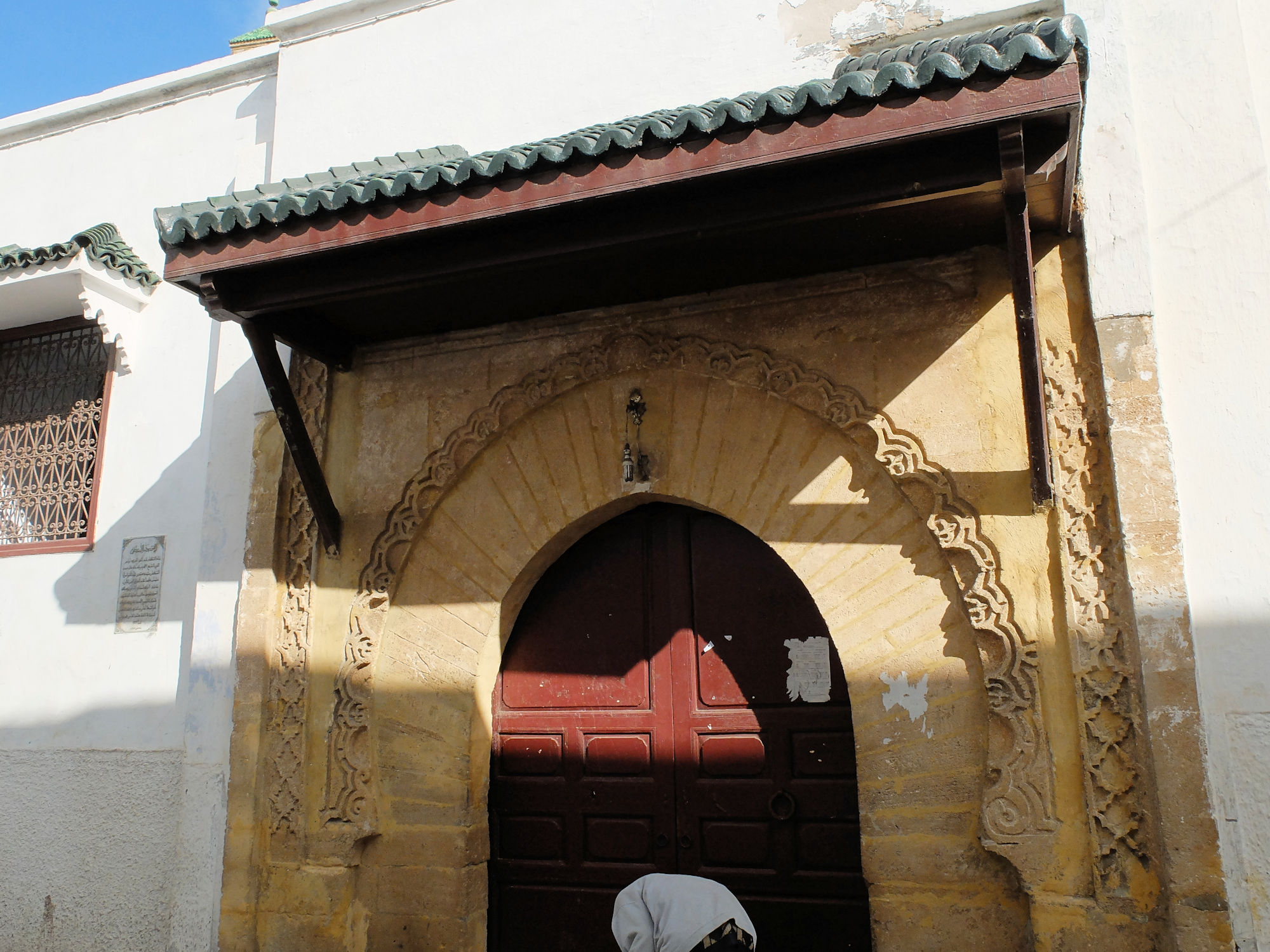
أحد البوابات الرئيسية للمسجد.

تبلغُ مساحة المسجد حوالي 1800 متر مربع ويبلغ ارتفاع مئذنته 33.15 مترًا. وللمسجد ستة أبواب ويُتبع للتخطيط التقليدي للمساجد المغربية (أي الفناء أو الصحن وقاعة داخلية للصلاة وقاعة ذات أعمدة).